# The Woman Who Left
The Woman Who Left (tiếng Filipino: Ang Babaeng Humayo) là một bộ phim chính kịch của Philippine do Lav Diaz đạo diễn. Phim được lựa chọn để tranh cử trong hạng mục chính tại Liên hoan phim quốc tế Venice lần thứ 73 và xuất sắc đoạt giải Sư tử vàng. Đây là bộ phim đầu tiên mà diễn viên Charo Santos-Concio trở lại nghiệp diễn xuất kể từ khi từ chức Chủ tịch và CEO của công ty ABS-CBN.

## Nội dung
Horacia Somorostro (Charo Santos-Concio) được phóng thích năm 1997 sau khi phải ngồi tù vì một tội danh mà cô không phạm phải. Mặc dù Somorostro đoàn tụ với con gái mình, cô mới biết rằng người chồng đã qua đời và đứa con trai đang bị mất tích. Cô còn nhận ra một điều vẫn chưa thay đổi: thế lực và đặc quyền của bọn tầng lớp thượng lưu. Niềm tin của cô ngày càng có cơ sở khi sau đó Somorostro phát hiện ra người yêu cũ giàu có của cô, Rodrigo Trinidad là kẻ khiến cô phải ngồi tù vì tội danh của hắn. Cô biết rằng Trinidad bị ép phải ở trong nhà hắn cùng lũ bạn vì sự cố bắt cóc nhằm vào những người giàu có. Nhằm thống trị các tầng lớp giai cấp, vụ bắt cóc trở thành một trong những vấn đề nhức nhối nhất trong lịch sử Philippine. Somorostro bắt đầu lên kế hoạch trả thù giữa cuộc khủng hoảng đó.

## Diễn viên
- Charo Santos-Concio vai Horacia Somorostro
- John Lloyd Cruz
- Nonie Buencamino
- Sharmaine Centenera-Buencamino
- Michael de Mesa
- Marj Lorico
- Mayen Estanero
- Romelyn Sale
- Lao Rodriguez
- Jean Judith Javier
- Mae Paner
- Kakai Bautista

## Sản xuất
The Woman Who Left do Lav Diaz đạo diễn kiêm biên tập và quay phim. Phim do Sine Olivia và Cinema One Originals phối hợp sản xuất; người đứng đầu cơ quan này là Ronald Arguelles trở thành giám đốc sản xuất của phim. Theo Diaz bộ phim được thực hiện không phải để tranh cử liên hoan phim. Bộ phim được lên kế hoạch có thời lượng bốn tiếng và đến tháng 6 năm 2016, sản xuất phim bước vào quá trình biên tập.
The Woman Who Left được quay chủ yếu tại Calapan, Oriental Mindoro, Philippine, quê hương của nữ diễn viên chính Charo Santos-Concio. Theo Diaz, phim lấy cảm hứng từ truyện ngắn God Sees the Truth, But Waits của Leo Tolstoy. Diaz cho biết sự hiểu biết của ông về cuốn sách liên quan đến công việc của mình, ông còn nói thêm rằng cuộc đời không được mọi người hiểu thực sự và nhiều người thường "chịu đựng và gục ngã trước tính ngẫu nhiên của cuộc sống". Nữ diễn viên chính Charo Santos-Concio miêu tả phim là "một câu chuyện về sự tha thứ và siêu nghiệm".

## Công chiếu
Mặc dù không được thực hiện để tranh cử một liên hoan phim đặc biệt, đạo diễn Diaz lại nảy ý tưởng công chiếu The Woman Who Left tại một số liên hoan phim. Tháng 6 năm 2016, có thông tin rằng các cuộc thương lượng đang diễn ra để phim được chiếu nội địa tại Philippine cũng như trên thị trường quốc tế. Cũng có cuộc đàm phán để phim được chiếu tại Liên hoan phim Metro Manila 2016.
The Woman Who Left đã được công chiếu tại Liên hoan phim Venice lần thứ 73 tổ chức vào tháng 9 năm 2016 làm bộ phim duy nhất tại buổi khai mạc hoàn toàn sản xuất bởi một công ty sản xuất phim châu Á. Liên hoan phim Venice cũng đánh dấu lần thứ ba đạo diễn Lav Diaz từng tham dự một liên hoan phim.

## Giải thưởng
| Giải thưởng           | Ngày trao giải      | Hạng mục        | Đề cử    | Kết quả   |       |
| --------------------- | ------------------- | --------------- | -------- | --------- | ----- |
| Liên hoan phim Venice | 10 tháng 9 năm 2016 | Giải Sư tử vàng | Lav Diaz | Đoạt giải | [ 3 ] |